# Sweetwater (Florida)
Sweetwater è un comune degli Stati Uniti d'America situato nella parte centrale della Contea di Miami-Dade dello Stato della Florida.
Secondo le stime del 2011, la città ha una popolazione di 20.424 abitanti su una superficie di 2,10 km².